# Lucrezia Borgia (Oper)
Lucrezia Borgia ist eine Opera seria (Originalbezeichnung: „Melodramma“) in einem Prolog und zwei Akten (fünf Bildern) von Gaetano Donizetti mit einem Libretto von Felice Romani nach dem Drama Lucrèce Borgia von Victor Hugo. Die Uraufführung fand am 26. Dezember 1833 im Teatro alla Scala in Mailand statt.

## Handlung
Der Inhalt der Oper ist eine im Sinne der Schauerromantik frei erfundene Version der Lebensgeschichte von Lucrezia Borgia (1480–1519), der berühmt-berüchtigten Tochter von Papst Alexander VI., und ihres dritten Gemahls Alfonso I. d’Este, Herzog von Ferrara. Dabei wird Lucrezia von Donizetti keineswegs plakativ als unsympathisch abgeurteilt. Die oft betörend schöne Musik, die sie in der Oper zu singen hat, macht sie dem Publikum automatisch sympathisch, sie erscheint als eine extrem schillernde, unberechenbare, eigentlich unglückliche, bemitleidenswerte und sensible Frau, die in einem gefährlichen Umfeld aufgewachsen und mit einem mordlustigen Mann verheiratet ist. Frühere Untaten scheint Lucrezia zu bereuen, trotzdem ist sie rachsüchtig und begeht am Ende neue Verbrechen, mit denen sie sich selber schadet.

### Prolog
Der junge Hauptmann Gennaro und seine Freunde vergnügen sich im Karneval von Venedig. Maffio Orsini tritt hervor und erzählt allen Anwesenden, wie Gennaro ihn einst nach einer Schlacht in Rimini rettete und wie ein seltsamer alter Mann sie vor der von allen gehassten Lucrezia Borgia warnte, die ihnen den Tod bringen würde. Gennaro schläft währenddessen ein und bleibt zurück.
Nachdem sich die anderen entfernt haben, entsteigt eine maskierte Dame einer Gondel und entdeckt entzückt den Schlafenden, während im Hintergrund finstere Gestalten tuscheln. Gennaro erwacht und ist sogleich von der schönen Unbekannten fasziniert. Er erzählt ihr von seiner Kindheit in Neapel und von seiner Mutter, die er nie kennengelernt hat, die er dennoch sehr liebt und von der er einen Brief besitzt, den er immer bei sich trägt. Die Unbekannte ist gerührt und beginnt zu weinen. Doch werden die beiden von Gennaros Freunden unterbrochen, die der um Gnade flehenden Dame zu Gennaros Schrecken alle möglichen Morde und Gräueltaten vorwerfen. Schließlich reißen sie ihr die Maske vom Gesicht und rufen ihren Namen: „Es ist die Borgia“.

### Erster Akt

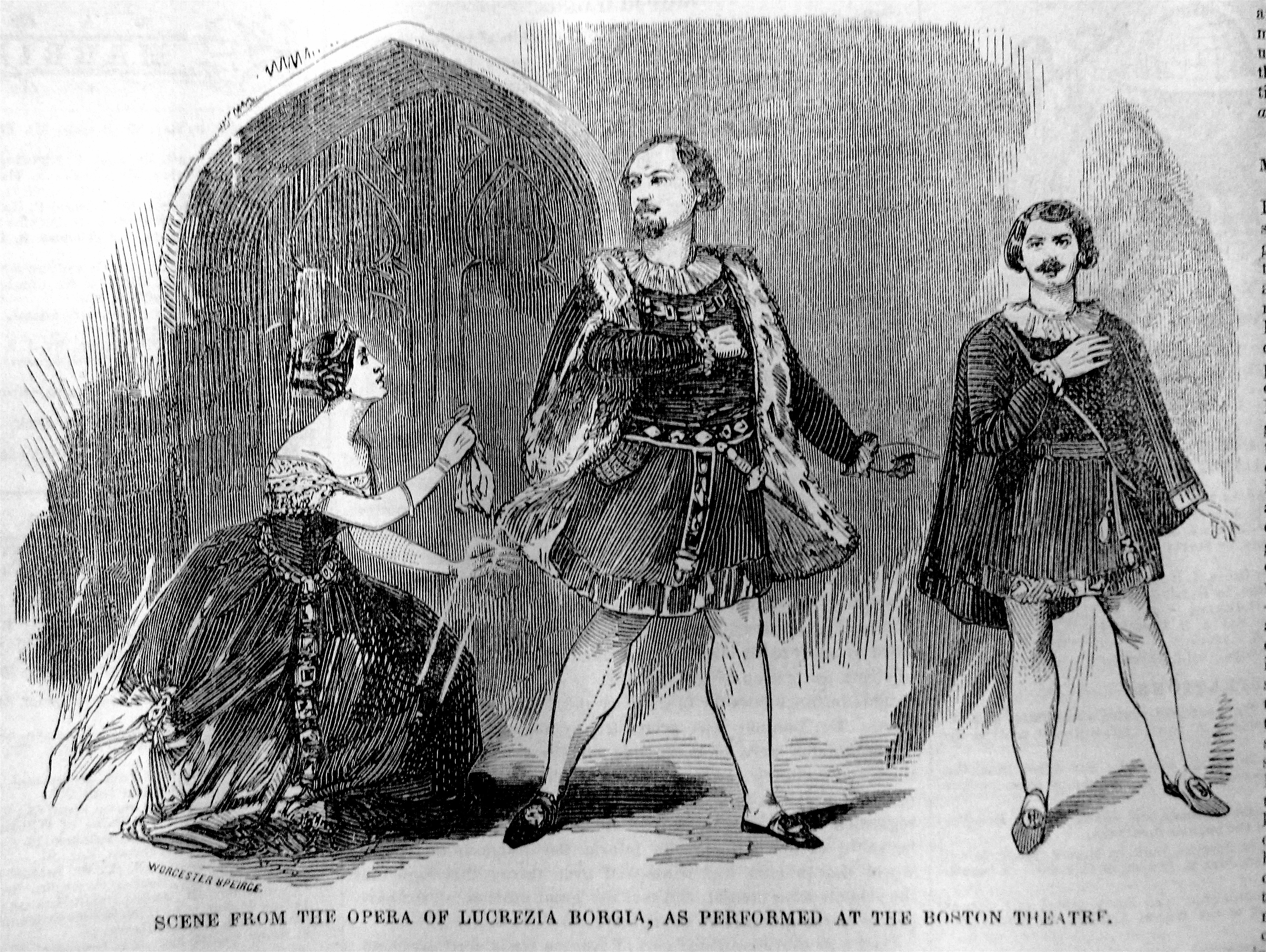
Szene aus Lucrezia Borgia (Akt I,2), Boston, ca. 1851–1855

#### Szene 1
Ferrara, vor dem herzoglichen Palast. Don Alfonso verdächtigt Gennaro, der Geliebte seiner Gattin Lucrezia zu sein, und plant dessen Ermordung.
Als Gennaro, der noch immer auf die Borgia-Familie wütend ist, zusammen mit seinen Freunden vorbeikommt, bricht er aus dem Familienwappen den Anfangsbuchstaben „B“ heraus, so dass nur noch „ORGIA“ übrigbleibt. Die anderen sind über das Wortspiel nicht amüsiert, sondern fürchten schlimme Konsequenzen.
Rustighello und Alfonsos Häscher begegnen vor Gennaros Haus Lucrezias Agent Astolfo und schlagen ihn in die Flucht. Gennaro wird verhaftet.

#### Szene 2
Lucrezia ist empört wegen der Verstümmelung ihres Wappens und verlangt von ihrem Mann, dass der Täter vor ihren Augen mit dem Tode bestraft wird. Alfonso verspricht es ihr und lässt zu Lucrezias Entsetzen Gennaro als Täter vorführen. Lucrezia behauptet zuerst, Gennaro könne es nicht gewesen sein, doch dieser gesteht seine Schuld. Lucrezia versucht, unter vier Augen Alfonso zur Milde zu bewegen, aber dieser bleibt hart und wirft ihr vor, dass sie Gennaro liebe, was sie abstreitet. Als Gennaro wieder hineingeführt wird, heuchelt der Herzog, er werde ihn auf Bitten seiner Gemahlin freigeben und erfährt, dass Gennaro einst Alfonsos Vater in einer Schlacht das Leben rettete. Gennaro lehnt jede Belohnung dafür ab und Lucrezia schöpft Hoffnung, doch Alfonso zwingt sie, eigenhändig Gennaro den vergifteten „Borgia-Wein“ einzuschenken. Doch nachdem der Herzog sich entfernt hat, reicht sie Gennaro ein Gegengift und fleht ihn an, die Stadt zu verlassen.

### Zweiter Akt

#### Szene 1
Gennaro bereitet seine Abreise vor und sinnt seinen Gefühlen für Lucrezia nach, beobachtet von Rustighello und den Häschern Alfonsos. Als Orsini kommt und versucht, Gennaro zu einem abendlichen Fest der Fürstin Negroni zu locken, lehnt Gennaro zuerst ab, weil er in Lebensgefahr schwebe. Orsini nimmt das gar nicht ernst und vermutet einen Trick Lucrezias. Gennaro ist hin- und hergerissen und geht am Ende doch mit Orsini.

#### Szene 2
Im Palazzo der Negroni artet das Fest in ein wahres Trinkgelage aus. Nachdem es zu einem Streit zwischen Orsini und Lucrezias Geheimagenten Gubetta gekommen ist, flüchten die Damen und es wird neuer Wein aus Syrakus gebracht. Gennaro bemerkt, dass Gubetta seinen eigenen Wein wegschüttet, aber Orsini schenkt dem keine Beachtung und singt ein ausgelassenes Trinklied, das jedoch von dem Klang einer Totenglocke und unheimlichem Gesang von draußen unterbrochen wird. Plötzlich gehen die Fackeln aus und die Freunde müssen feststellen, dass sie gefangen sind.
Da erscheint Lucrezia und erklärt triumphierend, dass sie aus Rache für die in Venedig erfahrenen Beleidigungen den Wein vergiftet habe. Zu spät erkennt sie, dass Gennaro entgegen ihrem Wunsch nicht geflohen ist, sondern sich ebenfalls unter den Vergifteten befindet. Sie lässt die anderen wegbringen und bittet ihn, das Gegengift zu trinken, doch da nicht genügend davon vorhanden ist, um sowohl ihn als auch seine fünf Freunde zu retten, weigert er sich. Stattdessen droht er, auch Lucrezia umzubringen. Angesichts der Vorstellung, dass er kurz davor ist, unwissentlich einen Muttermord – und damit eine Todsünde – zu begehen, offenbart sie ihm endlich, dass er in Wahrheit selber ein Borgia und ihr Sohn ist. Doch nun ist jede Rettung zu spät: Gennaro stirbt in den Armen seiner Mutter, die auch dem eintretenden Alfonso in einem Ausbruch heftigster Verzweiflung und Trauer die Wahrheit entgegenschleudert und dann selber entseelt zusammenbricht.

## Instrumentation
Die Orchesterbesetzung der Oper enthält die folgenden Instrumente:
- Holzbläser: zwei Flöten (2. auch Piccolo), zwei Oboen, zwei Klarinetten, zwei Fagotte
- Blechbläser: vier Hörner, zwei Trompeten, drei Posaunen, Tuba
- Pauken, Schlagzeug: Trommel, Triangel, Große Trommel, Becken, Glocke
- Harfe
- Streicher
- Bühnenmusik: Glocke, Banda (Trommel, Große Trommel, Ottavino, Tuba, Flöten, Klarinetten, Hörner, Trompeten)

## Nummern
- Preludio

Prolog
- Nr. 1 – Introduktion: Bella Venezia! – Nella fatal di Rimini (Gazzella, Petrucci, Orsini, Gubetta, Vitellozzo, Liverotto, Gennaro, Chor)
- Nr. 2 – Romanze Lucrezia, Duett Lucrezia und Gennaro und Finale I: Come è bello!...Quale incanto – Di pescatore ignobile – Maffio Orsini, signora, son io (Lucrezia, Alfonso, Rustighello, Gennaro, Orsini, Vitellozzo, Liverotto, Petrucci, Gazzella, Gennaro)

Erster Akt
- Nr. 3 – Cavatine Alfonso: Vieni: la mia vendetta (Alfonso, Rustighello)
- Nr. 4 – Rezitativ und Chor: Addio, Gennaro – Non far motto: parti, sgombra (Orsini, Liverotto, Petrucci, Gazzella, Vitellozzo, Gubetta, Gennaro, Rustighello, Chor, Astolfo)
- Nr. 5 – Rezitativ und Finale II: Tutto eseguisti? – Soli noi siamo – Della duchessa ai preghi (Alfonso, Rustighello, Usciere, Lucrezia, Gennaro)

Zweiter Akt
- Nr. 6 – Introduktion: Rischiarata è la finestra (Chor)
- Nr. 7 – Rezitativ und Duett Gennaro und  Orsini: Sei tu? – Minacciata è la mia vita (Gennaro, Orsini, Chor, Rustighello)
- Nr. 8 – Pezzo Concertato: Viva il Madera! – Il segreto per esser felici (Liverotto, Negroni, Orsini, Vitellozzo, Gazzella, Petrucci, Gubetta, Gennaro, Chor, Lucrezia)
- Nr. 9 – Rondo Lucrezia: Tu pur qui?...Né sei fuggito?... – Era desso il figlio mio (Lucrezia, Gennaro, Alfonso, Rustighello, Chor)

## Musikalische Gestaltung

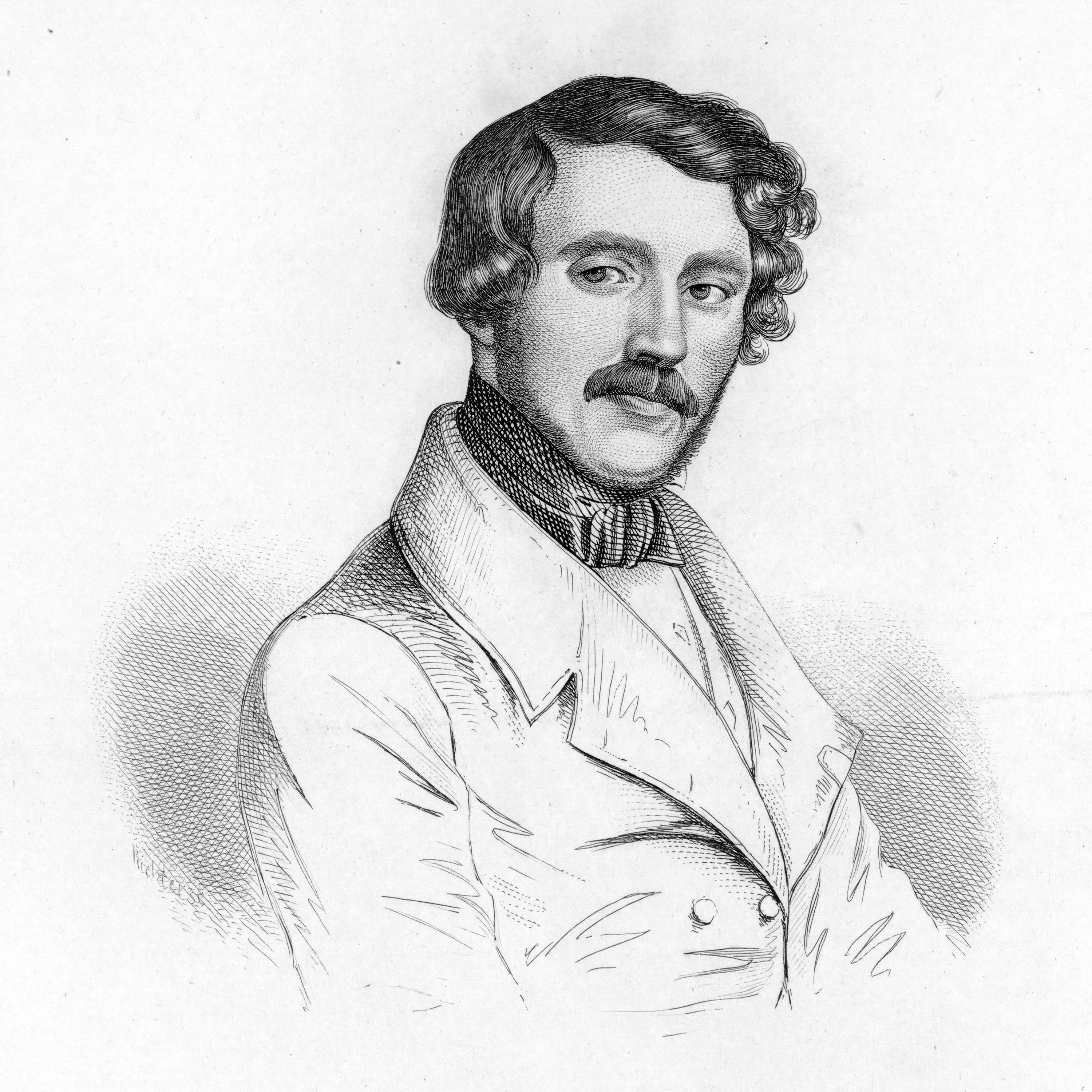
Gaetano Donizetti

Lucrezia Borgia gehört zu den besten Werken Donizettis, die zwischen seinen beiden Meilensteinen Anna Bolena (1830) und Lucia di Lammermoor (1835) entstanden. William Ashbrook wies darauf hin, wie geschickt Donizetti in dieser Oper die dramatischen Situationen aufbaut, und sah in dieser Hinsicht eine deutliche Weiterentwicklung des Komponisten. Die Oper stehe außerdem in der Fantasie, mit der Donizetti die traditionellen formalen Schemata verwendet und oft durchbricht, sowie in der Ausdruckskraft und Charakterisierungskunst vieler Passagen „weit über der Norm des romantischen Melodramas“ der 1830er Jahre.
Im Vergleich zu den beiden oben genannten Werken ist Lucrezia Borgia stilistisch auffällig ambivalent oder abwechslungsreich: Es gibt Passagen, die sich durch einen lebhaften, leichten, quirligen Stil auszeichnen, der aber keine Ähnlichkeit mehr mit Rossini aufweist und in einem tragischen Drama von merkwürdiger Wirkung ist – ein Stil, der fast „operettenhaft“ wirkt (wobei zu bedenken ist, dass es die Operette im eigentlichen Sinne noch gar nicht gab). Mit diesem Stil kennzeichnet Donizetti alle Szenen, an denen Gennaros vergnügungssüchtige Freunde beteiligt sind, u. a. die Festszenen zu Beginn des Prologs, und gegen Ende des zweiten Akts, sowie die ironische und dramatisch gesehen besonders wirkungsvolle Demaskierung der Lucrezia im Prolog, oder auch die Auseinandersetzung von Astolfo und Rustighello (Akt I,1), die laut Ashbrook auf Verdis Rigoletto vorausweist. In allen übrigen Passagen der Oper, an denen essentiell Lucrezia und Gennaro beteiligt sind, ist die Musik voll von romantischem Pathos, Drama und echter Tragik.
Dadurch kommt es innerhalb der Partitur zu ungewöhnlich starken Kontrasten, die auch dramatisch genutzt werden. Besonders eindrücklich in der letzten Szene, beim Fest der Fürstin Negroni, wo die Strophen von Maffio Orsinis berühmtem schmissigem Brindisi „Il segreto per esser felici“ hart von einer Totenglocke und düsteren Gesängen aus dem Hintergrund unterbrochen werden.
Über all der Dramatik wird jedoch der Belcanto nicht vergessen und feiert hier sogar einige seiner größten Höhepunkte, wie die schmelzenden Kantilenen von schierer Schönheit beim Auftritt der Lucrezia im Prolog und dem nachfolgenden Duett mit Gennaro, oder im Finale mit dem Tod des Gennaro im 1840 nachkomponierten Arioso „Madre, se ognor lontano“. Lucrezias Arie am Ende des zweiten Akts „M'odi, ah m'odi“ und die hochanspruchsvolle Cabaletta „Era desso il figlio mio“ zählte schon Ashbrook zu den bedeutendsten Leistungen Donizettis bezüglich ausdrucksvollen, ja dramatischen Koloraturgesangs.
Ein unkonventioneller Zug der Oper ist die relativ große Besetzung mit ungewöhnlich vielen kleinen Nebenrollen, wie die vier Freunde Gennaros oder die Spitzel der Borgias. Damit scheint Donizetti von der französischen Grand opéra (vor allem Rossinis Guillaume Tell) inspiriert oder sie sogar vorwegzunehmen (z. B. Meyerbeers Les Huguenots).
Zuletzt sei darauf hingewiesen, dass der junge Verdi Lucrezia Borgia während seiner Studienzeit in Mailand sah und offenbar einige Anregungen daraus in seinen späteren Werken verarbeitete, u. a. in Rigoletto oder La Traviata.

## Werkgeschichte

### Entstehung und Uraufführung
Am 10. Oktober 1833 unterzeichnete Donizetti einen Vertrag mit dem neuen Leiter der Mailänder Scala, Herzog Carlo Visconti di Modrone, über zwei Opern; für jede der beiden sollte er eine Summe von 6500 österreichischen Lire bekommen. Als Vorlage für die Eröffnungsoper der Karnevalssaison wählte Donizetti selber Victor Hugos nur wenige Monate zuvor uraufgeführtes Drama Lucrèce Borgia, das frei auf dem Leben und Mythos der historischen Lucrezia Borgia basiert. Während der Komponist ganz enthusiastisch über die dramatischen Möglichkeiten des Stoffs war, entsprach die haarsträubende Geschichte gar nicht dem Geschmack Felice Romanis, und dieser hatte seine Mühen mit dem Libretto. Obwohl er Hugos blutrünstiges Drama von vornherein etwas abmilderte (z. B. wurde gestrichen, dass Gennaro bei Hugo die Frucht einer inzestuösen Verbindung von Lucrezia mit ihrem Halbbruder Giovanni ist), gab es zahlreiche Probleme und Änderungen durch die Zensur, so dass Romani nach dem Projekt Lucrezia Borgia ein für alle Mal genug hatte und nie wieder mit Donizetti zusammenarbeitete.

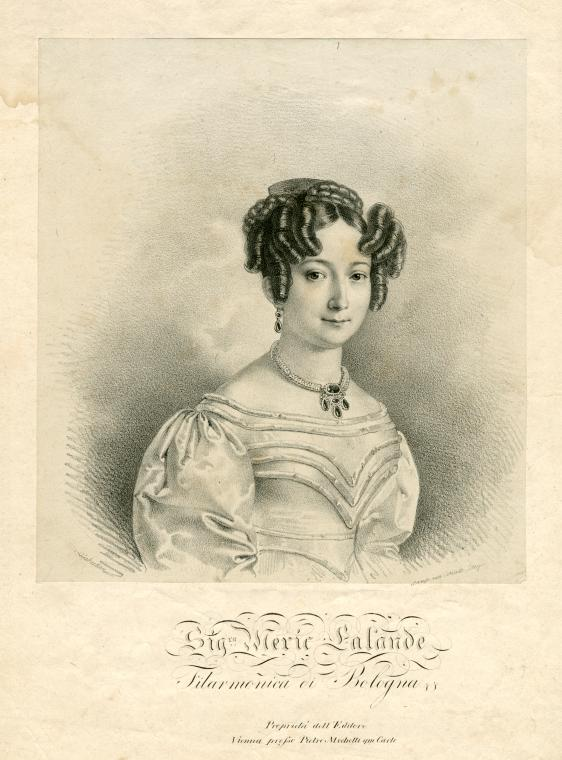
Henriette Méric-Lalande, die erste Lucrezia

Bei den Proben kam es auch mit der Primadonna Henriette Méric-Lalande zu ein paar Problemen, weil diese sich weigerte, im Prolog maskiert aufzutreten – sie befürchtete, dass das Publikum sie so nicht erkennen würde – und weil sie auf einer Cabaletta finale bestand, mit der sie nach dem Bühnentod Gennaros ihre virtuosen Gesangskünste demonstrieren konnte. Obwohl Donizetti sich das ursprünglich anders vorgestellt hatte, gab er ihrem Wunsch nach.
Bei der Uraufführung am 26. Dezember 1833 im Teatro alla Scala in Mailand sangen neben Henriette Méric-Lalande als Lucrezia Borgia: Luciano Mariani (Don Alfonso), Francesco Pedrazzi (Gennaro), Marietta Brambilla (Maffio Orsini), Napoleone Marconi (Jeppo Liverotto), Giuseppe Visanetti (Apostolo Gazella), Ismaele Guaita (Ascanio Petrucci), Giuseppe Vaschetti (Oloferno Vitellozzo), Domenico Spiaggi (Gubetta), Ranieri Pochini (Rustighello) und Francesco Petrazzoli (Astolfo). Die Premiere war nur ein „lauwarmer“ Erfolg, aber danach gefiel die Oper immer besser und erlebte 33 Aufführungen in der ersten Saison.

### Version Paris 1840

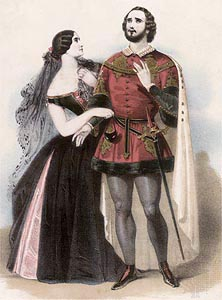
Giulia Grisi und Mario de Candia sangen die beiden Hauptrollen in Paris 1840

Donizetti überarbeitete seine Partitur 1840 für eine Aufführungsserie im Théâtre-Italien in Paris mit Giulia Grisi als Lucrezia, dem Tenor Mario als Gennaro und Antonio Tamburini als Alfonso. Dabei komponierte er eine neue Arie und ein neues Duett für Mario alias Gennaro, sowie ein neues Arioso „Madre, se ognor lontano“ für den sterbenden Gennaro im Finale; die Cabaletta finale der Lucrezia wurde etwas gekürzt (wie bereits bei Aufführungen im Januar 1840 an der Mailänder Scala). Die Pariser Premiere fand am 31. Oktober 1840 statt, doch erwirkte Victor Hugo nach zwanzig Aufführungen eine gerichtliche Verfügung, die die weitere Verwendung seines Stückes als Vorlage untersagte. Die Oper musste daraufhin abgesetzt werden und wurde in Paris erst wieder am 16. Januar 1845 auf die Bühne gebracht, aber nun in veränderter Form unter dem Titel La Rinnegata, mit einem umgeschriebenen Textbuch, bei dem einige Figuren zu Türken umgedeutet wurden.

### Weitere Aufführungsgeschichte

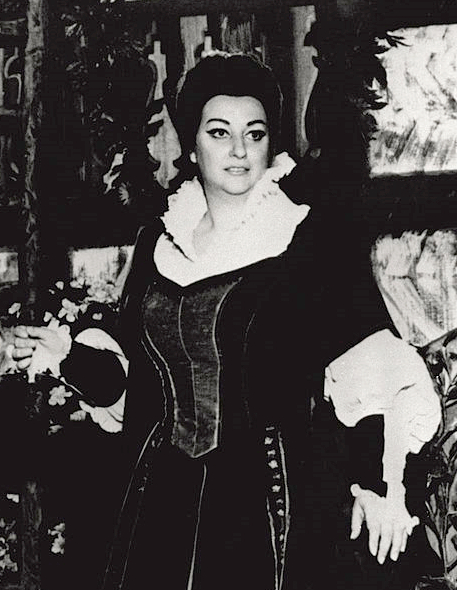
Montserrat Caballé begann mit der Rolle der Lucrezia ihre internationale Karriere

Donizettis Lucrezia Borgia hatte anfangs Probleme angenommen zu werden. Meistens waren dafür der krasse Inhalt der Oper und die unmoralischen Assoziationen, die man mit der Titelfigur verband, verantwortlich. Daher wurde sie nicht selten unter anderem Titel (und wahrscheinlich mit inhaltlichen Änderungen) aufgeführt. Nach der ersten Aufführungsserie in Mailand wurde die Oper erst 1836 in Florenz mit Luigia Boccabadati wieder auf die Bühne gebracht, unter dem Titel „Eustorgia da Romano“. Weitere Ersatztitel waren (laut Ashbrook) „Alfonso duca di Ferrara“, „Giovanna I di Napoli“ oder „Nizza di Grenada“.

In Neapel – zu dieser Zeit Donizettis Lebensmittelpunkt – wurde die Oper bzw. das Libretto im Juli 1834 verboten (kurz vor Maria Stuarda) und konnte erst 1848, im Jahr der Revolution und von Donizettis Tod, aufgeführt werden. Zuvor waren mehrere Versuche Donizettis, die Handlung von Lucrezia Borgia für das neapolitanische Teatro San Carlo zu «entschärfen», an der Zensur gescheitert. Die verschiedenen Überarbeitungen hießen La cena della vendetta, Elisa Fosco, Adelinda und schließlich Dalinda. Erst 2019 wurde Dalinda von der Musikwissenschaftlerin Eleonora Di Cintio in der Bibliothek des Konservatoriums von Neapel wiederentdeckt und 185 Jahre nach der Komposition am 14. Mai 2023 in Berlin uraufgeführt.
Trotz dieser Anfangsschwierigkeiten entwickelte sich Lucrezia Borgia zu einer der beliebtesten Opern Donizettis neben bzw. hinter Lucia di Lammermoor und La favorite. Bedeutende Sängerinnen der Titelpartie waren Carolina Ungher (u. a. Venedig 1838), Erminia Frezzolini (Mailand 1840, London 1842), Giulia Grisi (u. a. Paris und London 1840), Sophie Löwe (Venedig 1844) und Marianna Barbieri-Nini (u. a. Neapel 1848).
Selbst im frühen 20. Jahrhundert, als die meisten Seria-Opern der Belcanto-Epoche vergessen waren, erlebte Lucrezia Borgia noch gelegentliche Produktionen, so an der Metropolitan Opera in New York (1905), an der Scala in Mailand (1912) und in Florenz (1933).
Während der Belcanto-Renaissance wurde die Oper 1965 „wiederentdeckt“, als die zu dem Zeitpunkt noch unbekannte Montserrat Caballé kurzfristig für die indisponierte Marilyn Horne einsprang und die Titelrolle mit sensationellem Erfolg in der Carnegie Hall sang. Die Oper wurde kurz darauf mit der Caballé auf Schallplatte aufgenommen und läutete den Beginn ihrer großen internationalen Karriere ein. Andere bedeutende Interpretinnen der Titelpartie waren Leyla Gencer, Joan Sutherland und Edita Gruberová.

## Diskographie (Auswahl)
- 1965: Ionel Perlea; Montserrat Caballé, Alain Vanzo, Jane Berbié, Kostas Paskalis; Opera D’Oro
- 1966: Ionel Perlea; Montserrat Caballe, Alfredo Kraus, Shirley Verrett, Ezio Flagello; RCA
- 1973: Nicola Rescigno; Leyla Gencer, José Carreras, Tatiana Troyanos, Matteo Manuguerra; Melodram
- 1977: Richard Bonynge; Joan Sutherland, Giacomo Aragall, Marilyn Horne, Ingvar Wixell; Decca
- 1979: Gabriele Ferro; Leyla Gencer, Alfredo Kraus, Elena Zilio, Bonaldo Giaiotti; Living Stage
- 1980: John Copley; Joan Sutherland, Alfredo Kraus, Anne Howells, Stafford Dean; Kultur (DVD)
- 1989: Richard Bonynge; Joan Sutherland, Alfredo Kraus, Martine Dupuy, Michele Pertusi; EMI Classics
- 2002: Renato Palumbo; Mariella Devia, Marcelo Álvarez, Daniela Barcellona, Michele Pertusi; EMI Classics (DVD)
- 2009: Bertrand de Billy; Edita Gruberová, Pavol Breslik, Alice Coote, Franco Vassallo; Medici Arts (DVD)
- 2012: Riccardo Frizza; Renée Fleming, Michael Fabiano, Elizabeth De Shong und Vitalij Kowaljow; EuroArts (DVD)
- 2021: Riccardo Frizza; Carmela Remigio, Marko Mimica, Xabier Anduaga, Varduhi Abrahamyan; Ersteinspielung der Kritischen Edition von Roger Parker and Rosie Ward aus dem Jahr 2019, Dynamic (DVD)

## Ausgaben
- Noten: Ricordi, Mailand/Milano, Donizetti, Lucrezia Borgia. 1869 (Klaviernoten und Libretto).